# Wuhe, Jingyuan
Wuhe (kinesiska: 五合) är en köping i nordvästra Kina. Den ligger i Jingyuan härad i staden Baiyin i provinsen Gansu, omkring 160 kilometer nordost om provinshuvudstaden Lanzhou. Antalet invånare är 29382. Befolkningen består av 14 335 kvinnor och 15 047 män. Barn under 15 år utgör 21,0 %, vuxna 15-64 år 72 %, och äldre över 65 år 6,0 %.